# Moto G13
Moto G13 — лінія смартфонів від компанії Mototola Mobility, що входить в сімейство Moto G. Вона складається з моделей Moto G13, Moto G23, Moto G53 5G та Moto G73 5G. Moto G53 5G був представлений 15 грудня 2022 року, а всі інші моделі — 24 січня 2023 року.
Також на ринку Японії були представлені Moto G53j 5G, Moto G53s 5G та Moto G53y 5G, де Moto G53j 5G є японським варіантом Moto G53 5G тільки з конфігурацією пам'яті 8/128 ГБ, а Moto G53s 5G та Moto G53y 5G є версіями Moto G53 5G для операторів мобільного зв'язку SoftBank і Y!mobile відповідно з конфігурацією пам'яті 4/128 ГБ.

## Дизайн
Передня панель Moto G13 та G23 виконана зі скла Panda Glass, а Moto G53 5G/G53j 5G/G53s 5G/G53y 5G та G73 5G — з невідомого скла. Рамка та задня панель виконані з пластику.
В Moto G13 та G23 знизу розміщені роз'єм USB-C, динамік та мікрофон. Зверху розташовані другий мікрофон в Moto G23, 3,5 мм аудіороз'єм та логотип Dolby Atmos. З лівого боку розташований залежно від моделі слот під 1 SIM-картку і карту пам'яті або під 2 SIM-картки і картку пам'яті. З правого боку розміщені кнопки регулювання гучності та кнопка блокування, в яку вбудований сканер відбитків пальців.
В Moto G53 5G, його варіацій та G73 5G знизу розміщені роз'єм USB-C, динамік, мікрофон та 3,5 мм аудіороз'єм. Зверху розташовані другий мікрофон та логотип Dolby Atmos. З лівого боку розташований залежно від моделі слот під 1 SIM-картку і карту пам'яті або гібридний під 2 SIM-картки або 1 SIM-картку і картку пам'яті. З правого боку розміщені кнопки регулювання гучності та кнопка блокування, в яку вбудований сканер відбитків пальців.
Смартфони лінійки Moto G13 продавалися в наступних кольорах:
| Moto G13 | Moto G13       | Moto G23 | Moto G23       | Moto G53 5G/G53j 5G/G53y 5G | Moto G53 5G/G53j 5G/G53y 5G | Moto G53s 5G | Moto G53s 5G | Moto G73 5G | Moto G73 5G   |
| Колір    | Назва          | Колір    | Назва          | Колір                       | Назва                       | Колір        | Назва        | Колір       | Назва         |
| -------- | -------------- | -------- | -------------- | --------------------------- | --------------------------- | ------------ | ------------ | ----------- | ------------- |
|          | Matte Charcoal |          | Matte Charcoal |                             | Ink Blue                    |              | Ink Blue     |             | Midnight Blue |
|          | Blue Lavender  |          | Pearl White    |                             | Arctic Silver               |              |              |             | Lucent White  |
|          | Rose Gold      |          | Steel Blue     |                             | Pale Pink                   |              |              |             |               |

## Технічні характеристики

### Апаратне забезпечення

#### Платформа
Moto G13 та G23 отримали процесор MediaTek Helio G85 з графічним процесором Mali-G52 MC2, Moto G53 5G та його різновиди — Qualcomm Snapdragon 480+ з Adreno 619, а Moto G73 5G — MediaTek MediaTek Dimensity 930 з IMG BXM-8-256.

#### Акумулятор
Акумуляторна батарея всіх моделей отримала об'єм 5000 мА·год. Також Moto G13 залежно від ринку продажу отримав підтримку зарядки потужністю 10 Вт або 20 Вт, G23 та G73 5G — 30 Вт, G53 5G залежно від ринку 10 Вт або 18 Вт, а G53j 5G/G53s 5G/G53y 5G — 18 Вт.

#### Камера
Moto G13 та G23 отримали потрійну основну камеру, а всі інші моделі ― подвійну. В Moto G13 це ширококутний об'єктив, макрооб'єктив та сенсор глибини, в G23 — ширококутний, надширококутний та макро, в G53 5G та його різновидів — ширококутний та макро, а G73 5G — ширококутний та надширококутний. Ширококутні об'єктиви всіх моделей мають фазовий автофокус. Крім цього, надширококутний об'єктив Moto G73 5G має автофокус, що дає змогу також завдяки ньому робити макрознімки.
Також пристрої мають фронтальну камеру. Нижче наведено таблицю з детальними характеристиками камер:
| Модель телефона               | Moto G13                                                                    | Moto G23                                                                    | Moto G53 5G                                                                       | Moto G53j 5G/G53s 5G/G53y 5G                                                | Moto G73 5G                                       |
| ----------------------------- | --------------------------------------------------------------------------- | --------------------------------------------------------------------------- | --------------------------------------------------------------------------------- | --------------------------------------------------------------------------- | ------------------------------------------------- |
| Ширококутний об'єктив         | 50 Мп Samsung ISOCELL S5KJN1, f/1.8 (ширококутний), 1/2,76", 0,64 мкм, PDAF | 50 Мп Samsung ISOCELL S5KJN1, f/1.8 (ширококутний), 1/2,76", 0,64 мкм, PDAF | 50 Мп Samsung ISOCELL S5KJN1, f/1.8 (ширококутний), 1/2,76", 0,64 мкм, PDAF       | 50 Мп Samsung ISOCELL S5KJN1, f/1.8 (ширококутний), 1/2,76", 0,64 мкм, PDAF | 50 Мп, f/1.8 (ширококутний), 1 мкм, PDAF          |
| Надширококутний об'єктив      | Немає                                                                       | 5 Мп, f/2.2, 118°                                                           | Немає                                                                             | Немає                                                                       | 8 Мп, f/2.2, 118° (надширококутний), 1,12 мкм, AF |
| Макрооб'єктив                 | 2 Мп, f/2.4                                                                 | 2 Мп, f/2.4                                                                 | 2 Мп, f/2.4                                                                       | 2 Мп, f/2.4                                                                 | Немає                                             |
| Сенсор глибини                | 2 Мп, f/2.4                                                                 | Немає                                                                       | Немає                                                                             | Немає                                                                       | Немає                                             |
| Відео (основна камера)        | 1080p@30fps                                                                 | 1080p@30fps                                                                 | 1080p@30fps                                                                       | 1080p@30fps                                                                 | 1080p@60fps                                       |
| Передня камера                | 8 Мп, f/2.0 (ширококутний), 1/4", 1,12 мкм                                  | 16 Мп, f/2.5 (ширококутний), 1 мкм                                          | 8 Мп, f/2.0 (ширококутний), 1/4", 1,12 мкм або 16 Мп, f/2.2 (ширококутний), 1 мкм | 8 Мп, f/2.0 (ширококутний), 1/4", 1,12 мкм                                  | 16 Мп, f/2.4 (ширококутний), 1 мкм                |
| Відео (передня камера камера) | 1080p@30fps                                                                 | 1080p@30fps                                                                 | 1080p@30fps                                                                       | 1080p@30fps                                                                 | 1080p@30fps                                       |

#### Екран
Смартфони отримали рідкокристалічні IPS-дисплеї діагоналлю 6,5" із співвідношенням сторін 20:9 та круглим вирізом під фронтальну камеру зверху в центрі. Екран Moto G73 5G має роздільну здатність 2400 × 1080 (Full HD+), а екрани інших моделей — 1600 × 720 (HD+). Також дисплеї Moto G13 та G23 мають частоту оновлення до 90 Гц, а Moto G53 5G/G53j 5G/G53s 5G/G53y 5G та G73 5G — до 120 Гц.

#### Звук
Всі моделі лінійки Moto G13 отримали стереодинаміки. Роль другого динаміка виконує розмовний динамік. Також присутня підтримка технології Dolby Atmos.

#### Пам'ять
Moto G13 продавався в конфігураціях 4/64 та 4/128 ГБ, G23 — 4/64, 4/128 та 8/128 ГБ, G53 5G — 4/64, 4/128, 6/128 та 8/128 ГБ, G53j 5G — 8/128 ГБ, G53s 5G та G53y 5G — 4/128 ГБ, а G73 5G — 8/128 та 8/256 ГБ. Також об'єм сховища можна розширити картою пам'яті формату microSD до 1 ТБ.

### Програмне забезпечення
Смартфони були випущені на Android 13 з оболонкою My UX на глобальному ринку та My UI 5.0 на китайському ринку у випадку Moto G53 5G. Пізніше всі моделі були оновлені до Android 14 з оболонкою Hello UI.
На додаток, Moto G53 5G залежно від ринку та G53j 5G/G53s 5G/G53y 5G підтримують eSIM.